# Dôme de Bastet
Bast Tholus
Pour les articles homonymes, voir Bastet.
Le dôme de Bastet (désignation internationale : Bast Tholus) est un dôme situé sur Vénus dans le quadrangle d'Atalanta Planitia. Il a été nommé en référence à Bastet, déesse égyptienne de la joie.